# Karim Matmour
Karim Matmour, né le 25 juin 1985 à Strasbourg, est un footballeur international algérien, qui possède également la nationalité française. Durant sa carrière de joueur, entre 2002 et 2018, il évolue au poste de milieu offensif, le plus souvent en tant qu'ailier.
Il compte 30 sélections avec l'équipe d'Algérie entre 2007 et 2012.
Il est actuellement sélectionneur de l'équipe d'Algérie A'.

## Biographie
Né à Strasbourg. Formé à  l'AS Pierrots Vauban, il intègre le centre de Formation du Racing club de Strasbourg en 1999. Frère de l'illustre professeur de la FSEG Monsieur Abdelkader Matmour.
Il a pour particularité d'être un joueur très rapide et puissant avec une belle technique balle au pied. Les supporters du Borussia Mönchengladbach le surnomment "Die Bundesliga Schnellste" c'est-à-dire le plus rapide de la Bundesliga. Après la fin de la Coupe du monde 2010 beaucoup de clubs s'affrontent pour avoir ses services, mais le directeur sportif de Mönchengladbach refuse l'idée de se séparer "de ses meilleurs joueurs". Son transfert est alors fixé à 7,1 millions d'euros. Le 1er juillet 2011, il signe un contrat d'une durée d'un an (assorti de deux autres années en option) en faveur de l'Eintracht Francfort, club de deuxième division allemande. Le 18 février 2012, Karim inscrit le premier triplé de sa carrière professionnelle lors du derby de Francfort. Il contribue ainsi, à la large victoire de son équipe 6-1 face à son rival du FSV. Le 21 juin 2013 il officialise son transfert au 1. FC Kaiserslautern.
Le 29 juin 2016, il s'engage avec le TSV 1860 Munich pour deux saisons.
Le 15 août 2017, il signe pour une saison à l'Adélaïde United FC.

### En équipe d'Algérie
Il porte les couleurs de l'Algérie et inscrit son premier but contre l'Égypte, lors des éliminatoires jumelées de la CAN et de la Coupe du monde 2010, le 7 juin 2009 au stade de Mustapha Tchaker à Blida. 
Il participe par la même occasion, à la victoire de l'Algérie (3-1). 
Karim Matmour et l'Algérie, sont qualifiés pour la CAN ainsi que la Coupe du monde 2010, grâce à leur victoire lors du match d'appui contre l'Égypte au Soudan (1-0).

### CAN 2010
Lors de la CAN 2010 qui s'est déroulée en Angola, c'était sa première participation en Coupe d'Afrique des nations. En 1/4 de finale face à la Côte d'Ivoire, il marque son deuxième but en sélection nationale (victoire de l'Algérie 3-2 a.p).
L'Algérie finit le tournoi en 4e position à la suite de la défaite lors du match de la 3e place face au Nigeria (1-0).
Le 3 mai 2012, il annonce sur le site officiel de son club qu'il fait une pause en équipe nationale afin de se concentrer davantage avec son club l’Eintracht Francfort tous juste promu en Bundesliga et augmenter son temps de jeu pour revenir a son niveau de forme et être de nouveau performant avec l'Algérie, une décision qui a toutefois surpris plus d'un supporteur.

## Statistiques
| Saison                | Club                     | Championnat           | Championnat | Championnat | Championnat | Coupe(s) nationale(s) | Coupe(s) nationale(s) | Coupe(s) nationale(s) | Total | Total | Total |
| Saison                | Club                     | Division              | M.          | B.          | P.d.        | M.                    | B.                    | P.d.                  | M.    | B.    | P.d.  |
| 2002-2003             | RC Strasbourg B          | 4                     | 2           | 0           | -           | -                     | -                     | -                     | 2     | 0     | 0     |
| 2003-2004             | RC Strasbourg B          | 4                     | 1           | 0           | -           | -                     | -                     | -                     | 1     | 0     | 0     |
| 2003-2004             | AS Pierrots Vauban       | 5                     | -           | -           | -           | -                     | -                     | -                     | 0     | 0     | 0     |
| 2004-2005             | SC Fribourg II           | 4                     | 32          | 9           | -           | -                     | -                     | -                     | 32    | 9     | 0     |
| 2005-2006             | SC Fribourg II           | 4                     | 19          | 6           | -           | -                     | -                     | -                     | 19    | 6     | 0     |
| 2005-2006             | SC Fribourg              | 2                     | 16          | 2           | -           | 0                     | 0                     | -                     | 16    | 2     | 0     |
| 2006-2007             | SC Fribourg              | 2                     | 31          | 3           | -           | 2                     | 0                     | -                     | 33    | 3     | 0     |
| 2007-2008             | SC Fribourg              | 2                     | 32          | 5           | -           | 2                     | 1                     | -                     | 34    | 6     | 0     |
| 2008-2009             | Borussia Mönchengladbach | 1                     | 34          | 3           | -           | 1                     | 0                     | -                     | 35    | 3     | 0     |
| 2009-2010             | Borussia Mönchengladbach | 1                     | 25          | 1           | -           | 2                     | 0                     | -                     | 27    | 1     | 0     |
| 2010-2011             | Borussia Mönchengladbach | 1                     | 18+2        | 0+0         | 1+0         | 2                     | 0                     | 0                     | 22    | 0     | 1     |
| 2011-2012             | Eintracht Francfort      | 2                     | 28          | 6           | 3           | 2                     | 0                     | 0                     | 30    | 6     | 3     |
| 2012-2013             | Eintracht Francfort      | 1                     | 24          | 1           | 1           | 0                     | 0                     | 0                     | 24    | 1     | 1     |
| 2013-2014             | 1. FC Kaiserslautern     | 2                     | 32          | 3           | 4           | 5                     | 2                     | 1                     | 37    | 5     | 5     |
| 2014-2015             | 1. FC Kaiserslautern     | 2                     | 24          | 2           | 7           | 3                     | 0                     | 0                     | 27    | 2     | 7     |
| 2015-2016             | Al Arabi SC              | 1                     | 2           | 2           | -           | 0                     | 0                     | 0                     | 2     | 2     | 0     |
| 2015-2016             | Huddersfield Town AFC    | 2                     | 16          | 1           | 0           | 0                     | 0                     | 0                     | 16    | 1     | 0     |
| 2016-2017             | TSV 1860 Munich          | 2                     | 13          | 0           | 0           | 1                     | 1                     | 1                     | 14    | 1     | 1     |
| 2017-2018             | Adelaide United FC       | 1                     | 8           | 0           | 0           | 3                     | 0                     | 1                     | 11    | 0     | 1     |
| Total sur la carrière | Total sur la carrière    | Total sur la carrière | 359         | 44          | 16          | 23                    | 4                     | 3                     | 382   | 48    | 19    |

## En sélection nationale
| Saison                | Sélection             | Phases finales               | Phases finales | Phases finales | Phases finales | Éliminatoires CDM | Éliminatoires CDM | Éliminatoires CDM | Éliminatoires CAN | Éliminatoires CAN | Éliminatoires CAN | Matchs amicaux | Matchs amicaux | Matchs amicaux | Total | Total | Total |
| Saison                | Sélection             | Compétition                  | M              | B              | Pd             | M                 | B                 | Pd                | M                 | B                 | Pd                | M              | B              | Pd             | M     | B     | Pd    |
| --------------------- | --------------------- | ---------------------------- | -------------- | -------------- | -------------- | ----------------- | ----------------- | ----------------- | ----------------- | ----------------- | ----------------- | -------------- | -------------- | -------------- | ----- | ----- | ----- |
| 2006-2007             | Algérie               | -                            | -              | -              | -              | -                 | -                 | -                 | 2                 | 0                 | 1                 | 2              | 0              | 0              | 4     | 0     | 1     |
| 2007-2008             | Algérie               | -                            | -              | -              | -              | -                 | -                 | -                 | -                 | -                 | -                 | 2              | 0              | 0              | 2     | 0     | 0     |
| 2008-2009             | Algérie               | -                            | -              | -              | -              | 3                 | 1                 | 0                 | -                 | -                 | -                 | 2              | 0              | 0              | 5     | 1     | 0     |
| 2009-2010             | Algérie               | CAN 2010+Coupe du monde 2010 | 5+3            | 1+0            | 0+0            | 4                 | 0                 | 1                 | -                 | -                 | -                 | 3              | 0              | 0              | 15    | 1     | 1     |
| 2010-2011             | Algérie               | -                            | -              | -              | -              | -                 | -                 | -                 | 1                 | 0                 | 0                 | 0              | 0              | 0              | 1     | 0     | 0     |
| 2011-2012             | Algérie               | -                            | -              | -              | -              | -                 | -                 | -                 | 3                 | 0                 | 1                 | 0              | 0              | 0              | 3     | 0     | 1     |
| Total sur la carrière | Total sur la carrière | Total sur la carrière        | 8              | 1              | 0              | 7                 | 1                 | 1                 | 6                 | 0                 | 2                 | 9              | 0              | 0              | 30    | 2     | 3     |

### Matchs internationaux
Le tableau suivant liste les rencontres de l'équipe d'Algérie auxquelles Karim Matmour prend part du 7 février 2007 au 29 février 2012.

## Palmarès

### En club
- Finaliste de la Coupe d'Australie : 2017

## Distinctions personnelles
- El Heddaf-Le Buteur trophée de révélation de l’année 2009